# 2月4日
2月4日（にがつよっか）は、グレゴリオ暦で年始から35日目に当たり、年末まであと330日（閏年では331日）ある。

## できごと
- 211年 - ローマ皇帝・セプティミウス・セウェルスが死去。彼の息子のカラカラとゲタが共同皇帝として即位するが、1年後カラカラがゲタを暗殺した。
- 724年 (神亀元年) -聖武天皇が即位。
- 960年（建隆元年1月5日） - 趙匡胤が皇帝に即位。宋（北宋）が建国。
- 1789年 - ジョージ・ワシントンが初代アメリカ合衆国大統領に選出。
- 1794年 - フランス立法府がフランス共和国の全領域において奴隷制度を廃止。
- 1807年 - ナポレオン戦争: アイラウの戦いが始まる。
- 1861年 - アメリカ合衆国から離脱した南部の6州がアメリカ連合国の結成を宣言。
- 1868年（慶応4年1月11日） - 神戸事件起こる。
- 1899年 - 米比戦争が始まる。
- 1902年 - 木村栄が自転軸の傾きに関する方程式の第三成分（Z項）を発見。
- 1904年 - 御前会議で対露交渉の打切りを決議し、日露戦争開戦が決定。
- 1929年 - 昭和天皇の弟の宣仁親王が徳川喜久子と結婚[1]。
- 1932年 - 第3回冬季オリンピック、レークプラシッド大会開催。2月13日まで。
- 1933年 - 二・四事件（長野県赤化教員事件）はじまる。おもに教員を対象とした左翼思想弾圧。その後全国に波及。
- 1935年 - 九試単座戦闘機が初飛行を行う。
- 1938年 - ブロンベルク罷免事件: アドルフ・ヒトラーがヴェルナー・フォン・ブロンベルク国防相らドイツ国防軍幹部を罷免し、統帥権を掌握。
- 1942年 - 第二次世界大戦: ジャワ沖海戦。
- 1945年 - 第二次世界大戦: ウィンストン・チャーチル、フランクリン・ルーズベルト、ヨシフ・スターリンによるヤルタ会談が始まる。
- 1948年 - セイロン（現在のスリランカ）がイギリス連邦内のドミニオン（自治領）として独立。
- 1951年 - 三原山が噴火。三原山は前年1950年7月16日から約70日間噴火し、その後静穏状態だったが、再び噴火活動を開始[2]。
- 1952年 - トカラ列島がアメリカ合衆国から日本へ返還される[3]。
- 1953年 - 李承晩ラインに出漁した漁船が韓国側から銃撃を受けて1人死亡（第一大邦丸事件）[4]。
- 1955年 - 静岡県の秋葉ダム建設現場にて爆発事故。死者19名、負傷者多数。（秋葉ダム・ダイナマイト爆発事故）
- 1961年 - アンゴラ解放人民運動 (MPLA) がポルトガル領アンゴラの首都ルアンダの刑務所を襲撃、アンゴラ独立戦争が始まる。
- 1965年 - アリューシャン地震、Mw8.7。
- 1966年 - 千歳発の全日空機・ボーイング727-100が着陸直前に羽田沖に墜落。乗客・乗員133人全員が死亡。（全日空羽田沖墜落事故）
- 1969年 - ヤーセル・アラファートがパレスチナ解放機構議長に就任。
- 1971年 - ロールス・ロイス社が経営破綻。
- 1974年 - アメリカの左翼過激派組織シンバイオニーズ解放軍が大富豪の娘パトリシア・ハーストを誘拐。
- 1975年 - 海城大地震。
- 1976年 - 第12回冬季オリンピック・インスブルック大会開催[5]。2月15日まで。
- 1976年 - 米上院・多国籍企業小委員会の公聴会でロッキード社の日本政府高官への贈賄が発覚。ロッキード事件の発端。
- 1978年 - 東大宇宙航空研究所が宇宙観測衛星「きょっこう」を打上げ。
- 1980年 - イランで、ルーホッラー・ホメイニーの指名によりアボルハサン・バニーサドルが初代大統領に就任。
- 1983年 - 日本初の実用静止通信衛星「さくら2号a」打上げ。
- 1983年 - カーペンターズのメンバー、カレンが死亡[6]。
- 1992年 - ベネズエラでウゴ・チャベスがクーデターを起こし失敗。
- 1994年 - 宇宙開発事業団がH-IIロケット1号機で技術試験衛星「みょうじょう」「りゅうせい」を打上げ。
- 1997年 - 鳥栖フューチャーズ解散に伴い市民倶楽部サガン鳥栖FC創立。
- 2000年 - オウム真理教が解散し、アレフとして再出発。
- 2003年 - ユーゴスラビアで新憲法採択。国号をセルビア・モンテネグロに改称。
- 2004年 - マーク・ザッカーバーグがSNSのFacebookを開設。
- 2005年 - 国内で最初の変異性クロイツフェルト・ヤコブ病の患者を厚生労働省が確認。患者はすでに前年末に亡くなっている。
- 2010年 - 大相撲の第68代横綱・朝青龍が、度重なる不祥事に責任を取る形で現役引退を表明[7]。
- 2015年 - トランスアジア航空235便が墜落[8]。
- 2022年 - 第24回冬季オリンピック・北京大会開催[9]。2月20日まで。
- 2025年 - スウェーデンのエレブルーの語学学校で銃乱射事件が発生。容疑者を含む約10人が死亡。

## 誕生日

### 人物

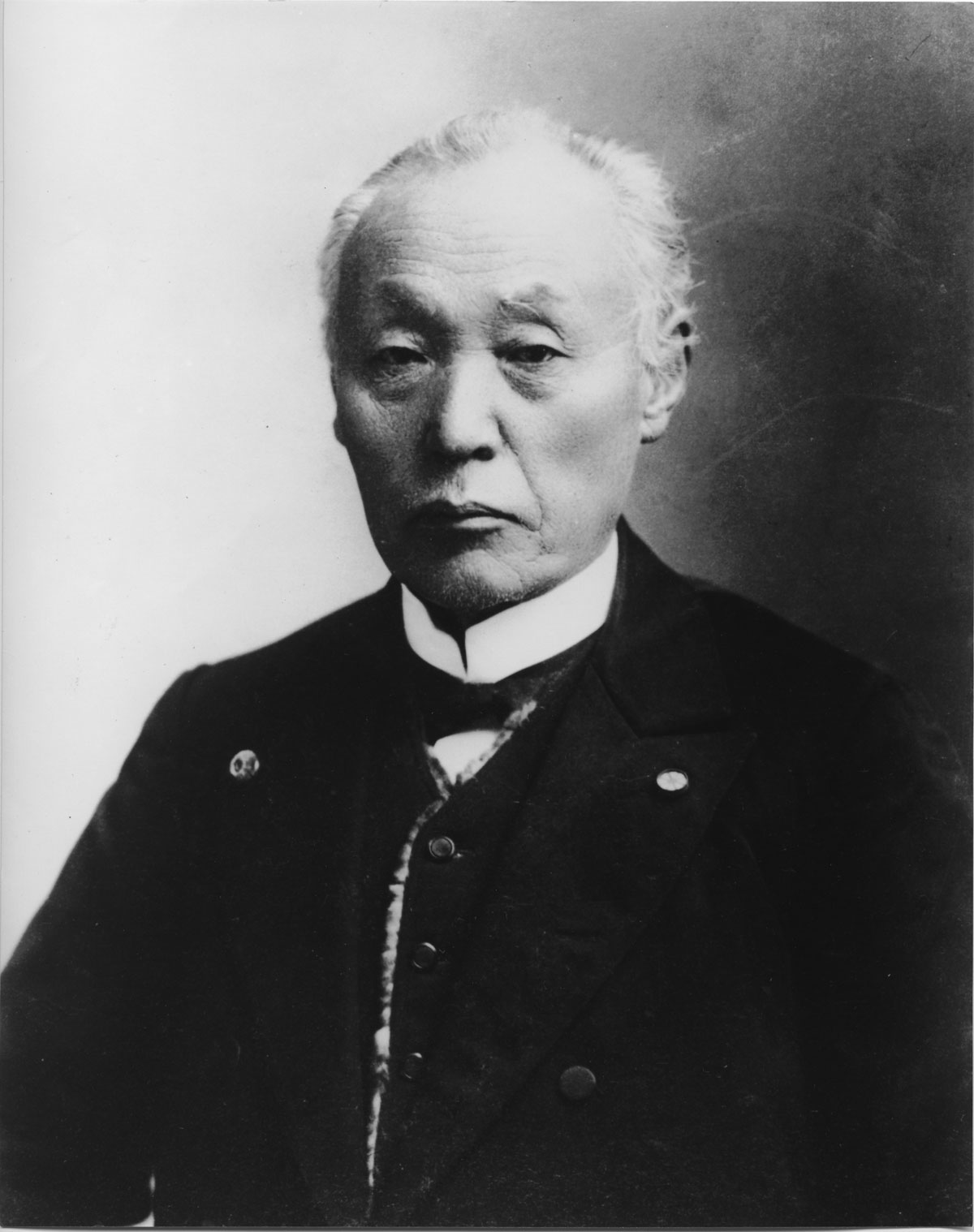
官僚、政治家前島密(1835-1919)誕生。英国に学び、近代郵便制度を創設した。

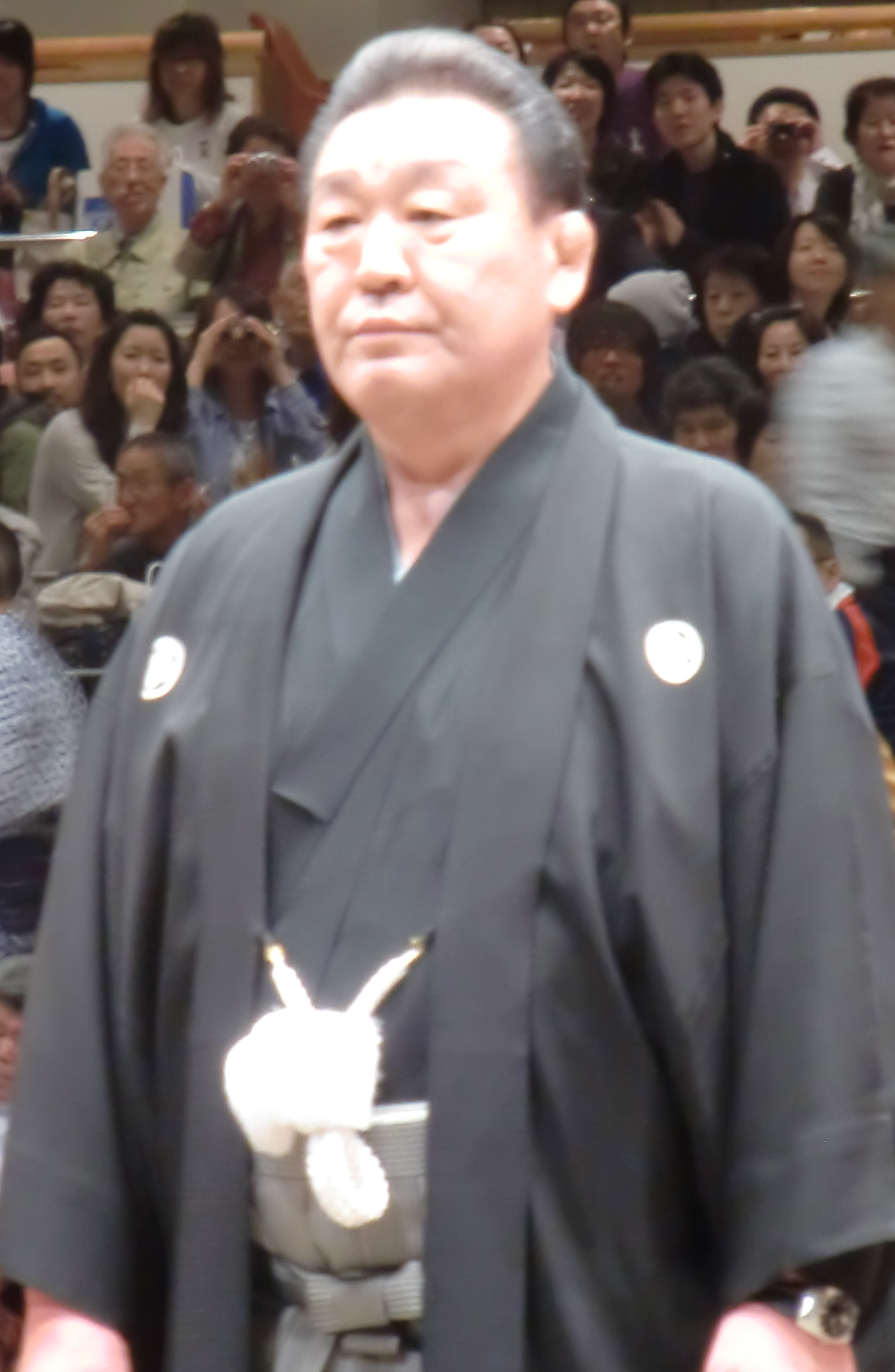
大相撲第57代横綱三重ノ海剛司(1948-)誕生。第10代日本相撲協会理事長。

- 1553年（天文22年1月22日） - 毛利輝元、戦国大名（+ 1625年）
- 1632年（寛永8年12月14日） - 秋月種信、日向高鍋藩3代藩主（+ 1699年）
- 1677年 - ヨハン・ルートヴィヒ・バッハ、 作曲家（+ 1731年）
- 1688年 - ピエール・ド・マリヴォー、劇作家、 小説家（+ 1763年）
- 1735年（享保20年1月12日） - 上杉勝承、出羽米沢新田藩2代藩主（+ 1785年）
- 1745年（延享2年1月4日） - 前田治脩、加賀藩10代藩主（+ 1810年）
- 1746年 - タデウシュ・コシチュシュコ、軍人（+ 1817年）
- 1770年（明和7年1月9日） - 松平信古、出羽上山藩5代藩主（+ 1796年）
- 1776年（安永4年閏12月15日） - 松平輝延、上野高崎藩5代藩主（+ 1825年）
- 1804年（享和3年12月23日） - 松平容敬、陸奥会津藩8代藩主（+ 1852年）
- 1835年（天保6年1月7日） - 前島密、官僚、政治家、実業家（日本近代郵便の父）（+ 1919年）
- 1842年 - ゲーオア・ブランデス、文学史家、 評論家（+ 1927年）
- 1847年（弘化3年12月19日） - 安部信発、武蔵安部藩13代藩主（+ 1895年）
- 1850年（嘉永2年12月23日） - 後藤貞行、彫刻家（+ 1903年）
- 1852年（嘉永5年1月15日）- 小林富次郎、実業家（+ 1913年）
- 1859年（安政6年1月2日） - 小柴保人、工学博士（+ 1924年）
- 1865年（元治2年/慶応元年1月9日） - 鈴木筆太郎、教育者（+ 1945年）
- 1868年 - 三宅花圃、小説家、歌人（+ 1943年）
- 1868年 - コンスタンツ・マルキエビッチ、政治家（+ 1927年）
- 1871年 - フリードリヒ・エーベルト、ドイツ国（ヴァイマル共和政）初代大統領（+ 1925年）
- 1873年 - エティエンヌ・デマルトー、陸上競技選手（+ 1905年）
- 1875年 - ルートヴィヒ・プラントル、物理学者（+ 1953年）
- 1881年 - フェルナン・レジェ、画家（+ 1955年）
- 1881年 - クリメント・ヴォロシーロフ、軍人、政治家（+ 1969年）
- 1887年 - リジ・イヤス、エチオピア皇帝（+ 1935年）
- 1888年 - ビル・ラリデン、元プロ野球選手（+ 1942年）
- 1890年 - 岡田三郎、小説家（+ 1954年）
- 1891年 - 三上於菟吉、小説家、翻訳家（+ 1944年）
- 1892年 - アンドレウ・ニン、共産主義者、 革命家（+ 1937年）
- 1893年 - レイモンド・ダート、人類学者（+ 1988年）
- 1896年 - フリードリッヒ・フント、物理学者（+ 1997年）
- 1897年 - 金光邦三、弁護士、政治家、初代富山県魚津市長（+ 2001年）
- 1897年 - ルートヴィヒ・エアハルト、政治家、ドイツ首相（+ 1977年）
- 1898年 - 伊東深水、日本画家（+ 1972年）
- 1900年 - ジャック・プレヴェール、詩人、童話作家（+ 1977年）
- 1902年 - チャールズ・リンドバーグ、飛行家（+ 1974年）
- 1903年 - アレクサンダー・イミック、男性世界最高齢（+ 2014年）
- 1903年 - 武原はん、日本舞踊家（+ 1998年）
- 1904年 - 鄧穎超、政治家、周恩来の妻（+ 1992年）
- 1905年 - 小泉貞三、経営学者、関西学院大学名誉教授（+ 1975年）
- 1906年 - クライド・トンボー、天文学者（+ 1997年）
- 1906年 - 平山博三、政治家、元静岡県浜松市長（+ 1990年）
- 1906年 - ディートリヒ・ボンヘッファー、ルター派の牧師、神学者（+ 1945年）
- 1907年 - オットー・オーレンドルフ、ナチス・ドイツ親衛隊中将（+ 1951年）
- 1909年 - 工藤孝一、サッカー選手、指導者（+ 1971年）
- 1910年 - 三輪壽雪、陶芸家、第11代三輪休雪（+ 2012年）
- 1912年 - バイロン・ネルソン、ゴルファー（+ 2006年）
- 1912年 - エーリヒ・ラインスドルフ、指揮者（+ 1993年）
- 1913年 - ローザ・パークス、公民権運動家（+ 2005年）
- 1918年 - アイダ・ルピノ、女優、映画監督（+ 1995年）
- 1918年 - ルイジ・パレイゾン、美学者、哲学者 (+1991年)
- 1918年 - 川島雄三、映画監督（+ 1963年）
- 1921年 - ロトフィ・ザデー、計算機科学者（+ 2017年）
- 1923年 - 桃井真、国際政治学者（+ 2004年）
- 1927年 - 三田村環、きもの研究家、茶道家、華道家、書道家
- 1927年 - 岡田節人、発生生物学者（+ 2017年）
- 1927年 - 右手和子、声優（+ 2011年）
- 1928年 - 金永南、政治家
- 1928年 - 三浦大四郎、実業家、映画製作者、映画評論家（+ 2017年）
- 1931年 - イサベル・ペロン、政治家、元アルゼンチン大統領
- 1932年 - 福田繁雄、グラフィックデザイナー（+ 2009年）
- 1933年 - 田久保忠衛、外交評論家、政治学者、政治活動家（+ 2024年）
- 1933年 - 一柳慧、作曲家、ピアニスト（+ 2022年）
- 1933年 - 竹田和平、実業家、投資家（+ 2016年）
- 1933年 - ルース・メンザ、ピアニスト（+ 1988年）
- 1936年 - 鳥羽屋里長 (7代目)、長唄三味線方
- 1936年 - 小野清子、元体操選手、参議院議員（+ 2021年）
- 1936年 - 富田耕生、声優（+ 2020年）
- 1936年 - 貴家堂子、声優（+ 2023年）
- 1937年 - 山中雅博、元プロ野球選手
- 1938年 - 猪熊功、柔道選手（+ 2001年）
- 1938年 - 加藤剛、俳優（+ 2018年）
- 1938年 - 勝間田具治、アニメーション演出家
- 1940年 - ジョージ・A・ロメロ、映画監督（+ 2017年）
- 1941年 - 金芝河、詩人（+ 2022年）
- 1943年 - ケン・トンプソン、コンピュータ技術者
- 1944年 - 黒沢年雄、俳優
- 1945年 - 宮城谷昌光、時代小説作家
- 1945年 - 桑原功、政治家（+ 2023年）
- 1947年 - ダン・クエール、政治家、第44代アメリカ合衆国副大統領
- 1948年 - 加橋かつみ、ミュージシャン（元ザ・タイガース）
- 1948年 - 三重ノ海剛司、大相撲第57代横綱、第10代日本相撲協会理事長
- 1948年 - アリス・クーパー、ミュージシャン
- 1950年 - 大津あきら、作詞家（+ 1997年）
- 1950年 - 泉アキ、歌手、タレント
- 1950年 - 菅谷勇、声優
- 1951年 - ヴォルフガング・ベルトラッキ、画家
- 1952年 - 福谷たかし、漫画家（+ 2000年）
- 1953年 - 山下達郎、シンガーソングライター
- 1953年 - 喜多郎、キーボーディスト
- 1953年 - 寺田吉孝、元プロ野球選手
- 1953年 - 翠竜輝嘉、元大相撲力士
- 1954年 - 千葉繁、声優、音響監督
- 1954年 - 水越恵子、シンガーソングライター
- 1955年 - 宮内タカユキ、アニメソング歌手
- 1955年 - 高橋広、野球指導者、元野球選手
- 1957年 - 石破茂、政治家、第102代内閣総理大臣
- 1958年 - 時任三郎、俳優
- 1958年 - 東野圭吾、小説家
- 1958年 - 長澤和明、元サッカー選手、指導者
- 1958年 - 中西康晴、キーボーディスト、作曲家、編曲家、音楽プロデューサー
- 1959年 - 榎徹、実業家、大分フットボールクラブ代表取締役
- 1959年 - 大久保勝也、元プロ野球選手
- 1960年 - 西島克彦、アニメーター、アニメーション演出家、アニメーション監督
- 1960年 - ジョナサン・ラーソン、作曲家、脚本家（+ 1996年）
- 1961年 - 井上荒野、小説家
- 1962年 - 宙也、ミュージシャン
- 1962年 - 輿水恵一、政治家
- 1963年 - 井上望、元アイドル、タレント
- 1963年 - 張正九、プロボクサー
- 1963年 - ピルミン・ツルブリッゲン、アルペンスキーヤー
- 1963年 - 吉本明子、厚生労働官僚
- 1964年 - 石原真理子、元女優
- 1965年 - 中島恵利華、プロゴルファー
- 1965年 - 加藤康裕、元アナウンサー
- 1965年 - 森浩之、元プロ野球選手
- 1966年 - 小泉今日子[10]、歌手、女優
- 1966年 - ヒロ福地、タレント、DJ、司会者
- 1966年 - ヴィアチェスラフ・エキモフ、元自転車競技選手
- 1967年 - 草野満代、キャスター
- 1967年 - KYO、ミュージシャン
- 1967年 - セルゲイ・グリンコフ、フィギュアスケート選手（+ 1995年）
- 1968年 - 江口ともみ、タレント
- 1968年 - 佐々木蔵之介、俳優
- 1970年 - 吉原知子、元バレーボール選手
- 1970年 - ガブリエル・アンウォー、女優
- 1970年 - ハンター・バイデン、弁護士
- 1970年 - マリナ・エルツォワ、フィギュアスケート選手
- 1971年 - 河野啓三、キーボーディスト（T-SQUARE）
- 1972年 - 木原浩一、プロ雀士
- 1973年 - ドナート・カブレラ、指揮者
- 1973年 - 中嶋美年子、元アナウンサー
- 1973年 - 宮内洋、元プロ野球選手
- 1973年 - オスカー・デ・ラ・ホーヤ、プロボクサー
- 1973年 - 佳嶋、イラストレーター
- 1974年 - 塚本徳臣、空手道選手
- 1975年 - 三国一夫、俳優
- 1975年 - じゅんいちダビッドソン 、お笑いタレント
- 1975年 - 2代目木村要之助、行司
- 1975年 - 戸叶尚、元プロ野球選手
- 1975年 - ナタリー・インブルーリア、歌手、女優
- 1976年 - 伏見俊昭、競輪選手
- 1977年 - モンターニャ・シウバ、格闘家
- 1978年 - 松浦有希子、女優、声優、タレント
- 1979年 - 山崎静代、お笑いタレント、女優、元ボクサー（南海キャンディーズ）
- 1980年 - 桐谷健太、俳優
- 1980年 - 矢吹健太朗、漫画家
- 1981年 - 金崎千春、女優
- 1981年 - 森田祐司、ギタリスト
- 1981年 - 東家美、浪曲曲師、三味線奏者
- 1981年 - 川尻恵太、脚本家、演出家
- 1981年 - トム・マストニー、元プロ野球選手
- 1982年 - 斉藤優香、女優
- 1984年 - 光龍忠晴、元大相撲力士
- 1984年 - ダグ・フィスター、元プロ野球選手
- 1984年 - 豊田圭史、元野球選手
- 1985年 - 川端崇義、元プロ野球選手
- 1986年 - 北村聡、元陸上競技選手
- 1986年 - 40mP、ミュージシャン
- 1987年 - ダレン・オディー、サッカー選手
- 1987年 - 鮫島良太、騎手
- 1987年 - ルーシー・サファロバ、元テニス選手
- 1987年 - 西岡優妃、女優
- 1988年 - 新名彩乃、声優
- 1988年 - カーリー・パターソン、体操選手
- 1988年 - ロマン・タラン、フィギュアスケート選手
- 1988年 - 宇佐美佑果、元アナウンサー
- 1989年 - 鈴木勝吾、俳優
- 1989年 - 大空直美、声優
- 1989年 - 星野悟、元サッカー選手
- 1990年 - 戸松遥[11]、声優、歌手
- 1990年 - 吉村卓也、俳優
- 1990年 - 藤本沙紀、女優
- 1990年 - 俵有希子、元タレント
- 1991年 - 大政絢、女優
- 1991年 - 杉谷拳士、元プロ野球選手、実業家
- 1994年 - 伊倉愛美、タレント
- 1994年 - あいなぷぅ、お笑いタレント（パーパー）
- 1994年 - クリス・ギッテンス、プロ野球選手
- 1997年 - 中条あやみ、ファッションモデル、女優
- 1997年 - 山根綺、声優、歌手、アイドル（Kleissis）
- 1997年 - 高島崚輔、政治家、兵庫県芦屋市長
- 1998年 - 鈴代紗弓、声優
- 1998年 - 武知海青、ダンサー、プロレスラー（THE RAMPAGE from EXILE TRIBE）
- 1998年 - 西山小春、野球選手
- 1999年 - 植村梓、元アイドル（元NMB48、Mignon）
- 2000年 - 大場花菜、アイドル（=LOVE、元YOANI1年C組）
- 2000年 - 近藤あさみ、グラビアアイドル、元ジュニアアイドル
- 2001年 - 春名風花、タレント、女優、声優
- 2001年 - 青木柚[12]、声優
- 2001年 - 亀田温心、騎手
- 2002年 - RIO、アイドル（NiziU）
- 2008年 - IROHA、アイドル (ILLIT)
- 2009年 - 髙橋來、子役
- 2011年 - 相馬優芽、アイドル（ロージークロニクル）
- 生年不詳 - 綾城実優、声優
- 生年不詳 - 生田未歩、声優
- 生年不詳 - 市川太一、声優
- 生年不詳 - 輝山新、声優
- 生年不詳 - 仁見紗綾、声優
- 生年不詳 - 本泉莉奈、声優
- 生年不詳 - 田中雅人、漫画家

### 人物以外（動物など）
- 2002年 - エアメサイア、競走馬（+ 2014年）
- 2006年 - トーセンジョーダン、競走馬、種牡馬
- 2018年 - グレナディアガーズ、競走馬、種牡馬

## 忌日

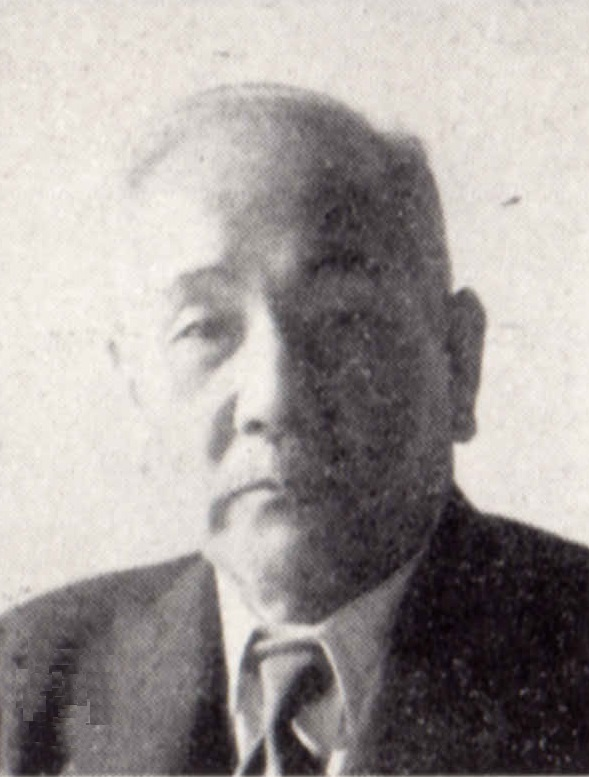
詩人、教育者人見東明(1883-1974)誕生。元読売新聞社記者。日本女子高等学院（現昭和女子大学）を創設した。

- 211年 - セプティミウス・セウェルス、ローマ皇帝（* 146年）
- 1041年（長久2年1月1日） - 藤原公任、公卿、歌人（* 966年）
- 1348年（貞和4年/正平3年1月5日） - 楠木正行、武将、小楠公（* 1326年）
- 1498年 - アントニオ・デル・ポッライオーロ、画家、彫刻家、版画家、金細工師（* 1429年/1433年）
- 1615年（慶長20年1月8日） - 高山右近、キリシタン大名、利休七哲の1人（* 1552年）
- 1624年 - ビセンテ・エスピネル、作家、詩人、音楽家（* 1550年）
- 1673年（寛文12年12月18日） - 保科正之、江戸時代の大名（* 1611年）
- 1774年 - シャルル＝マリー・ド・ラ・コンダミーヌ、地理学者、数学者（* 1701年）
- 1787年 - ポンペオ・バトーニ、画家（* 1708年）
- 1781年 - ヨゼフ・ミスリヴェチェク、作曲家（* 1737年）
- 1799年 - エティエンヌ・ルイ・ブーレー、建築家（* 1728年）
- 1847年 - アンリ・デュトロシェ、医師、植物学者、生理学者（* 1776年）
- 1885年 - サラ・ミリアム・ピール、画家（* 1800年）
- 1894年 - アドルフ・サックス、楽器製作者（* 1814年）
- 1909年 - ジョン・クラークソン、プロ野球選手（* 1861年）
- 1916年 - アドルフ・ビアラン、チェリスト、作曲家（* 1871年）
- 1918年 - 秋山真之、日本海軍の中将（* 1868年）
- 1921年 - グザヴィエ・メルリ、美術家（* 1845年）
- 1923年 - 伏見宮貞愛親王、元帥陸軍大将（* 1858年）
- 1928年 - ヘンドリック・ローレンツ、物理学者（* 1853年）
- 1929年 - 長井長義、薬学者（* 1845年）
- 1933年 - アーチボルド・セイス、東洋学者、言語学者（* 1845年）
- 1934年 - エルネスト・ナザレー、ピアニスト、作曲家（* 1863年）
- 1939年 - エドワード・サピア、人類学者、言語学者（* 1884年）
- 1940年 - 石本巳四雄、地震学者（* 1893年）
- 1941年 - 山川章太郎、医学者（* 1884年）
- 1943年 - 林銑十郎、政治家、第33代内閣総理大臣（* 1876年）
- 1947年 - ルイージ・ルッソロ、画家、作曲家（* 1885年）
- 1958年 - ヘンリー・カットナー、SF作家（* 1915年）
- 1964年 - 森幸太郎、官僚、政治家、第11代農林大臣、公選3代滋賀県知事（* 1889年）
- 1966年 - 山本為三郎、実業家、元朝日麦酒（現アサヒグループホールディングス）社長、元東京交響楽団理事長（* 1893年）
- 1966年 - 早嶋喜一、実業家、旭屋書店創業者、元産業経済新聞社長、元産経学園理事長（* 1900年）
- 1969年 - セルマ・リッター、女優（* 1905年）
- 1969年 - 桑原弥寿雄、鉄道技師（* 1908年）
- 1970年 - 松山省三、洋画家、カフェー・プランタン経営者（* 1884年）
- 1974年 - 人見東明、詩人、教育者、日本女子高等学院（現昭和女子大学）創設者（* 1883年）
- 1974年 - 尾崎喜八、詩人、随筆家、翻訳家（* 1892年）
- 1974年 - サティエンドラ・ボース、物理学者（* 1894年）
- 1977年 - 土師清二、小説家（* 1893年）
- 1983年 - カレン・カーペンター、ミュージシャン（カーペンターズ）（* 1950年）
- 1985年 - 米治一[13]、彫刻家（* 1896年）
- 1987年 - カール・ロジャーズ、臨床心理学者（* 1902年）
- 1987年 - リベラーチェ、ピアニスト、エンターテイナー（* 1919年）
- 1988年 - 藤井松太郎、第7代日本国有鉄道総裁（* 1903年）
- 1991年 - 船田玉樹、画家（* 1912年）
- 1992年 - リサ・フォンサグリーヴス、モデル、初のスーパーモデル（* 1911年）
- 1993年 - 水谷頴介、建築家、都市計画家（* 1935年）
- 1995年 - ゴドフリー・ブラウン、陸上競技選手、1936年ベルリン五輪金メダリスト（* 1915年）
- 1996年 - 福岡正剛、俳優（* 1929年）
- 1997年 - ロバート・クローズ、映画監督、脚本家（* 1928年）
- 1998年 - 清水文雄、国文学者（* 1903年）
- 2000年 - ロナルド・ロバートソン、フィギュアスケート選手（* 1937年）
- 2001年 - 野上素一、イタリア文学者、イタリア語学者、京都大学名誉教授（* 1910年）
- 2001年 - ヤニス・クセナキス、作曲家（* 1922年）
- 2001年 - J・J・ジョンソン、トロンボーン奏者（* 1924年）
- 2002年 - ジョージ・ネイダー（英語版）、俳優、脚本家（* 1921年）
- 2004年 - 橋本菊子、女優（* 1913年）
- 2004年 - 手塚しげお、歌手、俳優
- 2005年 - オジー・デイヴィス、俳優、映画監督、公民権運動家（* 1917年）
- 2005年 - ルイス・サンチェ、元プロ野球選手（* 1953年）
- 2006年 - 福田陸太郎、英米文学者、詩人、東京教育大学名誉教授（* 1916年）
- 2006年 - 谷よしの、女優（* 1917年）
- 2006年 - ベティ・フリーダン、 フェミニスト、ジャーナリスト、作家（* 1921年）
- 2006年 - 双ツ龍徳義、元大相撲力士（* 1930年）
- 2006年 - 別所孝治、テレビプロデューサー（* 1935年）
- 2008年 - オーガスタ・ダブニー（英語版）、女優（* 1918年）
- 2008年 - 大谷明[14]、ウイルス学者（* 1925年）
- 2008年 - 村瀬正彦、俳優（* 1928年）
- 2009年 - 柴田寿子、政治学者（* 1955年）
- 2010年 - 川崎彰彦、詩人、作家（* 1933年)
- 2011年 - トゥラ・サターナ、女優（* 1938年）
- 2011年 - 寺岡孝、元プロ野球選手（* 1942年）
- 2012年 - 芦野宏、シャンソン歌手（* 1924年）
- 2014年 - 岡村崔、写真家（* 1927年）
- 2014年 - 午馬、俳優、映画監督（* 1942年）
- 2015年 - 日沼頼夫、医学者、ウィルス学者、京都大学名誉教授、熊本大学名誉教授（* 1925年）
- 2016年 - エドガー・ミッチェル、工学者、宇宙飛行士（* 1930年）
- 2016年 - モーリス・ホワイト、ミュージシャン（* 1941年）
- 2016年 - 小島宣夫、実業家、元産経新聞社副社長、元日本工業新聞社会長（* 生年不詳）
- 2017年 - ジェルヴァース・ドゥ・ペイエ、指揮者、元ロンドン交響楽団首席クラリネット奏者（* 1926年）
- 2018年 - 三橋國民[15]、造形美術家（* 1920年）
- 2018年 - 岩崎卓也、考古学者、筑波大学名誉教授（* 1929年）
- 2018年 - 関谷哲夫、実業家、元日本精工社長（* 1934年）
- 2018年 - 本多当一郎、アナウンサー（* 1934年）
- 2018年 - 木下としお、漫画家、アニメーター、きのプロダクション創業者（* 1925年）
- 2018年 - アラン・ベイカー、数学者（* 1939年）
- 2018年 - ジョン・マホーニー、俳優（* 1940年）
- 2019年 - 鵜澤昌和、経営学者、青山学院大学元学長・名誉教授、東京家政学院大学元学長・名誉教授（* 1918年）
- 2019年 - ジョン・オソ・マーシュ・ジュニア、政治家、元アメリカ合衆国陸軍長官（* 1926年）
- 2019年 - ブルーノ・メッサーリ、地質学者（* 1931年）
- 2019年 - 大倉徹也、放送作家、脚本家（* 1932年）
- 2019年 - 大塚邦彦、実業家、元ハウス食品社長（* 1933年）
- 2019年 - 麻田貞雄、歴史学者、同志社大学名誉教授（* 1936年）
- 2019年 - ヴァチェスラフ・オフチンニコフ、作曲家、指揮者（* 1936年）
- 2019年 - ベルナルド・リエター、経済学者（* 1942年）
- 2019年 - 二美仁、演歌歌手（* 1948年）
- 2019年 - マッチ・ニッカネン、スキージャンプ選手（* 1963年）
- 2020年 - 小林庄一郎、実業家、元関西電力社長（* 1922年）
- 2020年 - ダニエル・アラップ・モイ、政治家、第2代ケニア大統領（* 1924年）
- 2020年 - 岡部英男、政治家（* 1928年）
- 2021年 - 横井和子[16]、ピアニスト、大阪教育大学名誉教授、大阪芸術大学名誉教授（* 1920年）
- 2021年 - 李載佾、政治家（* 1934年）
- 2021年 - 野村茂夫、中国哲学者、愛知教育大学名誉教授（* 1934年）
- 2021年 - 日野昇[17]、実業家、元ミツバ社長（* 1937年）
- 2022年 - 山口多賀司[18]、実業家、非破壊検査創業者（* 1930年）
- 2022年 - 東城しん、漫才師（元Wモアモア）（* 1948年）
- 2023年 - エイブラハム・レンペル、コンピューター工学者（* 1936年）
- 2023年 - エドワード・パンゲリナン、政治家、初代北マリアナ諸島住民代表（* 1941年）
- 2023年 - シェリーフ・イスマイール、政治家、元エジプト首相、石油相（* 1955年）
- 2024年 - 安倍洋子、安倍晋三の母（* 1928年）
- 2024年 - クルト・ハムリン、プロサッカー選手（* 1934年）
- 2024年 - ジャコモ・ロージ、プロサッカー選手、指導者（* 1935年）
- 2024年 - 諶容、作家、文学者（* 1935年または1936年）
- 2024年 - アントニオ・パオルッチ（英語版）、美術史家、キュレーター、元バチカン美術館館長（* 1939年）
- 2024年 - ハーゲ・ガインゴブ、政治家、元ナミビア大統領（* 1941年）
- 2025年 - 朱良子、医師、政治家、元韓国保健福祉部長官（* 1931年）
- 2025年 - アーガー・ハーン4世、イスラム教ニザール派指導者（* 1936年）
- 2025年 - 和田登、作家、児童文学作家（* 1936年）
- 2025年 - 北村功太、経営者（* 1995年）

## 記念日・年中行事
- 立春（ 日本 1985年 - 2020年、2022年 - 2024年、2026年 - 2028年）
二十四節気の1つ。太陽の黄経が315度の時で、春の初め。
- 節分（ 日本 1984年、2104年）※立春の前日
- ザ・ビートルズの日
ファンがビートルズの愛称”Fab.4”を日付(February 4)にかけたもの。
- 西の日（ 日本）
「に(2)」と「し(4)」の語呂合わせから[19][20][21]。
- ぷよの日（ 日本）
ぷよぷよ（「ぷ(2)」と「よ(4)」）の語呂合わせから。株式会社セガが制定[22]。
- 高齢者安全入浴の日（ 日本）
いつまでも元気な「不老不死」を、風呂での死亡事故の無い「風呂不死」とかけて、その「不（2）死（4）」と「入=にゅう（２）浴=よく（４）」と読む語呂合わせから。高齢者入浴アドバイザー協会が制定[23]。
- Nissyの日（ 日本）
日付は２と４で「Nissy（ニッシー=ニッ（２）シー（４）」の語呂合わせから。2018年に東京ドーム公演で登録を一般発表[24]。
- ビタミンCケアの日（ 日本）
株式会社ドクターシーラボが制定。「ビタミンC」はシミ、シワの悩みを解決するのに役立ち、その効果をより多くの人に実感してもらうのが目的。日付は、立春となる日が多い2月4日で、春が始まり紫外線が気になる時期に、ビタミンCで日焼けや肌荒れをケアしてもらいたいとの願いから[25]。
- レディース・ユニフォームの日（ 日本）
レディース・ユニフォーム協議会が制定。ユニフォームの必要性や役割、効用などを発信し、ユニフォームマーケットの活性化を図るのが目的。日付は全国的に春夏用の展示会が行われる時期であることと、「ユニ（2）フォー（4）ム」と読む語呂合わせから[26]。
- 独立記念日（ スリランカ）
1948年2月4日にイギリスから独立したことに由来[20]。
- ワールドキャンサーデー
2000年2月4日、パリで開催された「がんサミット」から始まった取り組み。UICC（Union for International Cancer Control）日本委員会は、日本でUICCに所属する組織や機関をとりまとめ、UICC本部と連携しながら各種の対がん活動を行っており、その一環としてこのワールドキャンサーデーの推進に力をいれている[27]。